# Сандетова, Вера Никифоровна
Вера Никифоровна Сандетова (1904 — 1967) — звеньевая виноградарского совхоза «Судак» Министерства промышленности продовольственных товаров СССР, Судакский район Крымской области. Герой Социалистического Труда (1955).

## Биография
После Великой Отечественной войны трудилась в совхозе «Судак» Судакского района. Участвовала в совхозном движении «одногектарников», которое предполагало обслуживание одного гектара виноградника силами одного рабочего в течение годового цикла работ. Позднее возглавляла звено по выращиванию винограда.
В 1954 году звено Веры Сандетовой перевыполнило план, собрав в среднем около 200 центнеров винограда с каждого гектара. Указом Президиума Верховного Совета СССР от 22 февраля 1955 года удостоена звания Героя Социалистического Труда с вручением ордена Ленина и золотой медали «Серп и Молот».
Скончалась в 1967 году.